# Inger Ekdahl

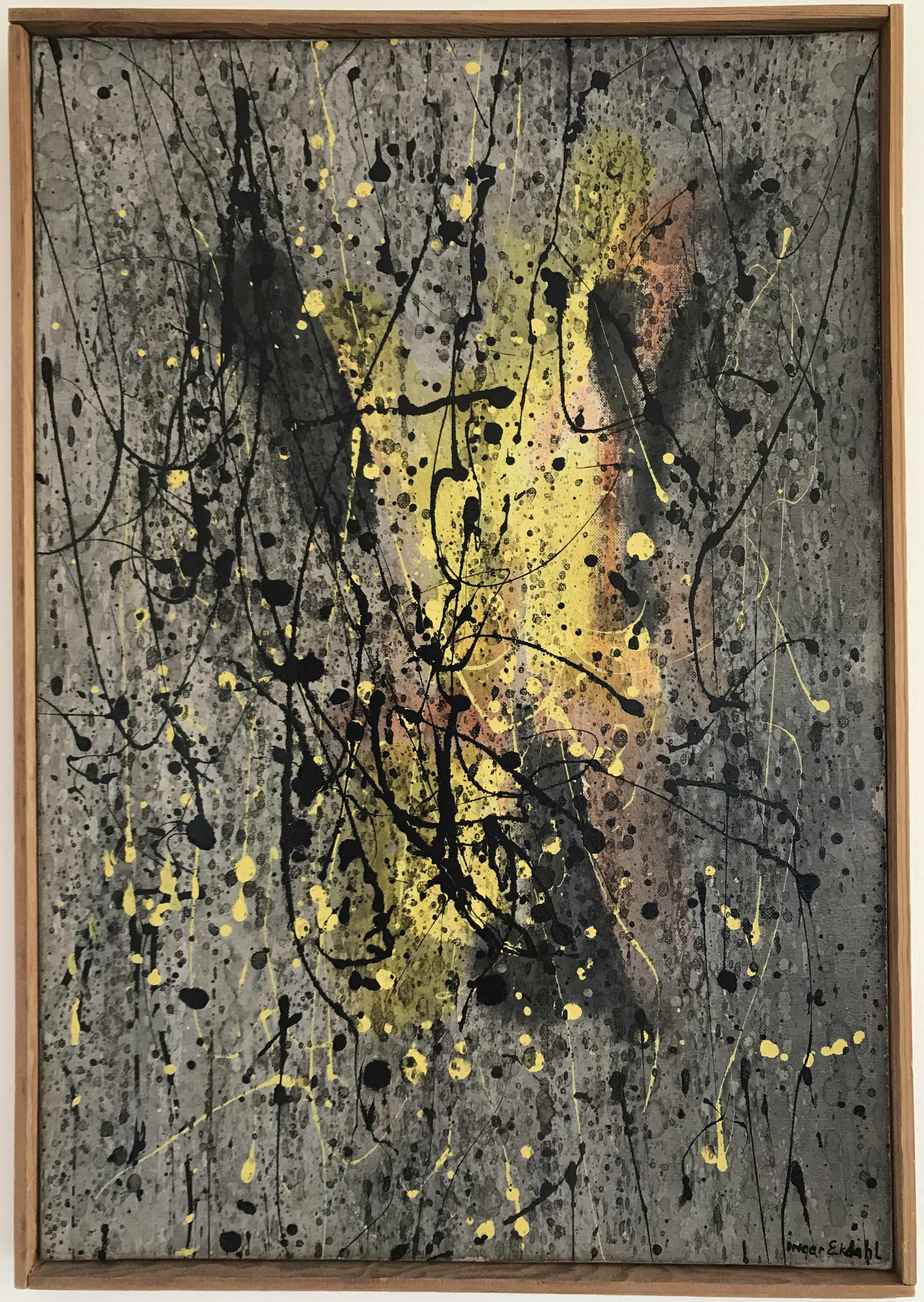
Inger Ekdahl, utan titel, 1960, olja på duk, 55×38 cm.

Inger Vivica Augusta Ekdahl, född 7 februari 1922 i Ystad, död 15 mars 2014 i Malmö, var en svensk målare och en av de första kvinnorna i Sverige som arbetade med nonfigurativ konst.

## Biografi
Inger Ekdahl, som var dotter till major Kay Ekdahl och Margit Johansson, påbörjade sitt yrkesliv på ett advokatkontor i Stockholm, men efter att ha träffat och 1944 gift sig med konstnären Eric H. Olson valde hon i stället att satsa på konsten. Hon studerade vid Isaac Grünewalds målarskola i Stockholm 1944–1946 och en kort tid vid Otte Skölds målarskola. Efter andra världskrigets slut reste hon och maken till Schweiz och Italien och i början av 1950-talet bodde de i Paris där de mötte internationella konstnärer som Jean Arp och Victor Vasarely. Där mötte hon även De Stijl-konstnären César Domela och Michel Seuphor, vars idéer om konst Ekdahl tog intryck av. Seuphor var en viktig företrädare för en strikt nonfigurativa konst som lockade Inger Ekdahl alltmer. Hennes målningar från tiden, där hon arbetade fram skuggeffekter genom fläckvis applicerad färg i dova toner, mötte uppskattning och såldes bland annat av den legendariske galleristen Denise René, som kom att bli en av Ekdahl och Ohlsons franska vänner. Ekdahl deltog 1950, 1951, 1954 och 1956 i den årligen återkommande salongen Réalités Nouvelles, som engagerade nonfigurativa konstnärer från hela Europa. 
I Paris mötte hon även den isländska konstnären Nína Tryggvadóttir och hennes man, den tysk-amerikanske läkaren och målaren Alfred L. Copley, kallad Alcopley. De var starkt påverkade av den nya abstrakta expressionism som vid den här tiden såg dagens ljus i USA. Ekdahl lät sig också inspireras och började utforska nya metoder i sitt måleri. Hon täckte dukar och masonitskivor med vitt, blått eller svart och lät sedan lackfärg rinna och droppa mot underlaget.
Tillbaka i Stockholm fortsatte hon att experimentera och använde ofta en omkopplad dammsugare för att blåsa färg i en viss riktning, och åstadkom resultat som var styrda men ändå innehöll oförutsägbara inslag. I Sverige var hon en av få utövare som influerades av det spontanistiska måleriet där slumpen och spontana impulser var en del av arbetsprocessen. Men Inger Ekdahl utvecklade en egen form, där hennes till synes spontana måleri snarare utgjordes av kontrollerade kompositioner som hon byggde upp i omgångar i sökande efter balans. Harmonigram förekommer som benämning på hennes senare systematiskt uppbyggda målningar, som genom graderingar av ljuset skapar optiska effekter liknande avancerade symmetriska, "metalliska" figurer av "färgkartor" i monokroma nyanser. Även i Sverige väckte hennes måleri uppmärksamhet, bland annat genom en utställning tillsammans med Rune Hagberg på Galleri Gummeson 1959, då Moderna museet köpte in hennes målning Skymningsgitter från 1958  till sina samlingar. Hon finns även representerad vid Norrköpings konstmuseum. Inger Ekdahl är begravd på Sankt Pauli södra kyrkogård i Malmö.
I samband med Inger Ekdahls bortgång 2014 donerades hennes konstnärliga kvarlåtenskap till Ystads konstmuseum. Delar av donationen visades i den retrospektiva utställningen "Konstruktioner i samklang" på Ystads konstmuseum 14 februari–17 april 2016. Sedan 2015 utdelas Eric och Inger Olson-Ekdahls stipendium årligen till två konstnärer vilka i huvudsak framställer abstrakt konst.